# Quinta da Regaleira
Quinta da Regaleira – rezydencja oraz park znajdujący się w pobliżu zabytkowego centrum miasta Sintra, w Portugalii. Jest wpisany na Listę światowego dziedzictwa UNESCO w ramach "Krajobrazu Kulturowego Sintry". Wraz z innymi pałacami w tym obszarze (takimi jak Pałac Narodowy Sintra, Pałac Pena, Pałac Monserrate i pałac Seteais), cały zespół pałacowo-parkowy jest uważany za jedną z głównych atrakcji turystycznych Sintry. Kompleks składa się z romantycznego pałacu i kaplicy oraz położonego na stoku gór Sintra rozległego parku, w którym znajdują się gloriety, sztuczne groty z tajemniczymi przejściami, studnie, ławki, fontanny, a także wiele innych budowli o unikatowych kształtach.
Pałac jest również znany jako "Pałac Milionera Monteiro". Nazwa ta nawiązuje do nazwiska pierwszego właściciela pałacu, bogatego kupca pochodzenia brazylijskiego i handlarza kawą António Augusto Carvalho Monteiro. Ten bibliofil zafascynowany ezoteryką i okultyzmem, w 1893 r. nabył dawną posiadłość baronowej de Regaleira na północnych stokach gór, tuż za Sintrą. Przez 14 lat włoski architekt i scenograf Luigi Manini budował tu dla niego bajkowy pałac w stylu „neomanuelińskim”, który otoczył tajemniczym ogrodem pełnym cennych roślin i niesamowitych budowli – w tym podziemnych korytarzy nawiązujących do mundus infernus – dantejskiego świata podziemnego.
Od roku 2002 jest obiektem chronionym jako obiekt interesu publicznego. Zarówno pałac jak i park są dostępne do zwiedzania za opłatą.